# Juan Ortega Rubio
Pour les articles homonymes, voir Ortega et Rubio.
Juan Ortega Rubio (1845–1921) est un historien espagnol. 

## Biographie
Né le 6 ou 7 février 1845 à Puebla de Mula, près de Murcie, il est professeur d'histoire universelle à l'université de Valladolid de 1876 à 1883, date à laquelle il déménage à Madrid pour occuper la chaire d'histoire de l'université centrale jusqu'en 1918. Il meurt à Madrid le 28 mars 1921. 
Il est l'auteur de nombreux ouvrages sur l'histoire de Valladolid et de l'Espagne,,. 

## Publications sélectives
- Estudios de Filosofía de la Historia, Imprenta de Gregorio Hernando, Madrid, 1880.
- Historia de Valladolid, de Juan Antolínez de Burgos (édité par Ortega Rubio), Imprenta y Librería Nacional y Extranjera de los Hijos de Rodríguez, Valladolid, 1881.
- Compendio de historia universal, Hijos de J. Pastor, Valladolid, 1885.
- Principales transformaciones de las bellas artes, Imprenta y Librería Nacional y Extranjera de los Hijos de Rodríguez, Valladolid, 1886.
- Investigaciones acerca de la historia de Valladolid, H. de Rodríguez, Valladolid, 1887.
- Cervantes en Valladolid, Imp. y Librería Nacional y Extranjera de los Hijos de Rodríguez, Valladolid, 1888.
- Historia de los godos desde los tiempos primitivos hasta el fin de la dominación goda en España, de Henry Bradley (traduit par Ortega Rubio), El Progreso Editorial, Madrid, 1890.
- Historia de Holanda, de James E. Thorold Rogers (traduit par Ortega Rubio), El Progreso Editorial, Madrid, 1892.
- Vallisoletanos ilustres (Bocetos), Imprenta de Luis N. de Gaviria, Valladolid, 1893.
- Compendio de historia de España, Imprenta y Librería Nacional y Extranjera de Hijos de Rodríguez, Valladolid, 1893.
- Los pueblos de la provincia de Valladolid, Imprenta del Hospicio Provincial, Valladolid, 1895.
- Los visigodos en España, Impr. de los Hijos de M. G. Hernández, Madrid, 1903.
- Historia de la regencia de María Cristina Habsbourg-Lorena, Felipe González Rojas, Madrid, 1905.
- Historia de España, Bailly Bailliére é Hijos, Madrid, 1908.
- Relaciones topográficas de los pueblos de España, Sociedad Española de Artes Gráficas, Madrid, 1918.
- Historia de Madrid y de los pueblos de su provincia, Imprenta Municipal, Madrid, 1921.